# Velká Pardubická
Die Velká Pardubická oder Steeplechase von Pardubice ist ein traditionelles Pferderennen über 6900 Meter, das auf der Rennbahn im ostböhmischen Pardubice in Tschechien stattfindet. Das Hindernisrennen gilt als eines der weltweit härtesten Rennen und wird seit 1874 veranstaltet, nunmehr jeweils am 2. Sonntag im Oktober. Der Parcours ist berüchtigt für die Größe der Hindernisse, nur ein geringer Teil der startenden Pferde erreicht überhaupt das Ziel.

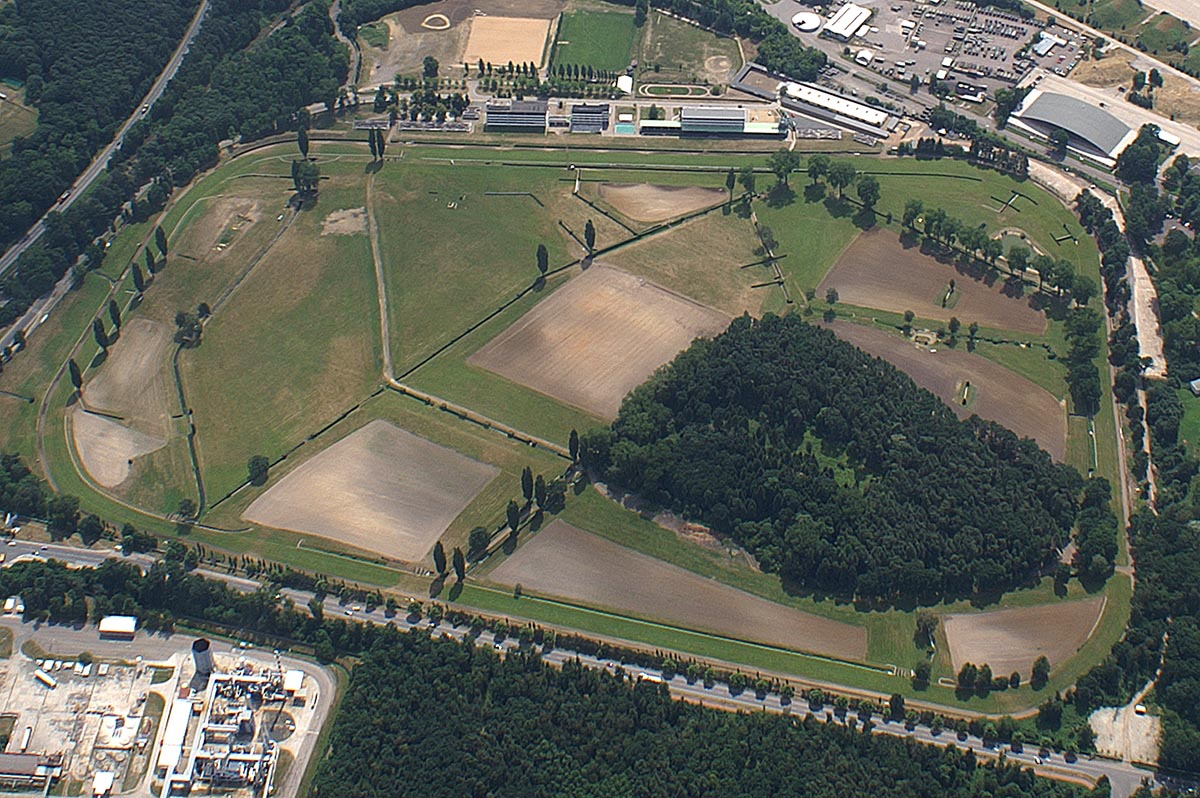
Pferderennbahn Pardubice (2007)

## Geschichte
Inspiriert von der seit 1836 ausgetragenen Grand National von Liverpool beschlossen Mitglieder der Parforce-Gesellschaft Pardubitz die Austragung einer Steeplechase in Pardubitz. Die Gründer des Rennens waren Max Graf Ugarte, Emil Prinz Fürstenberg und Oktavian Graf Kinsky.

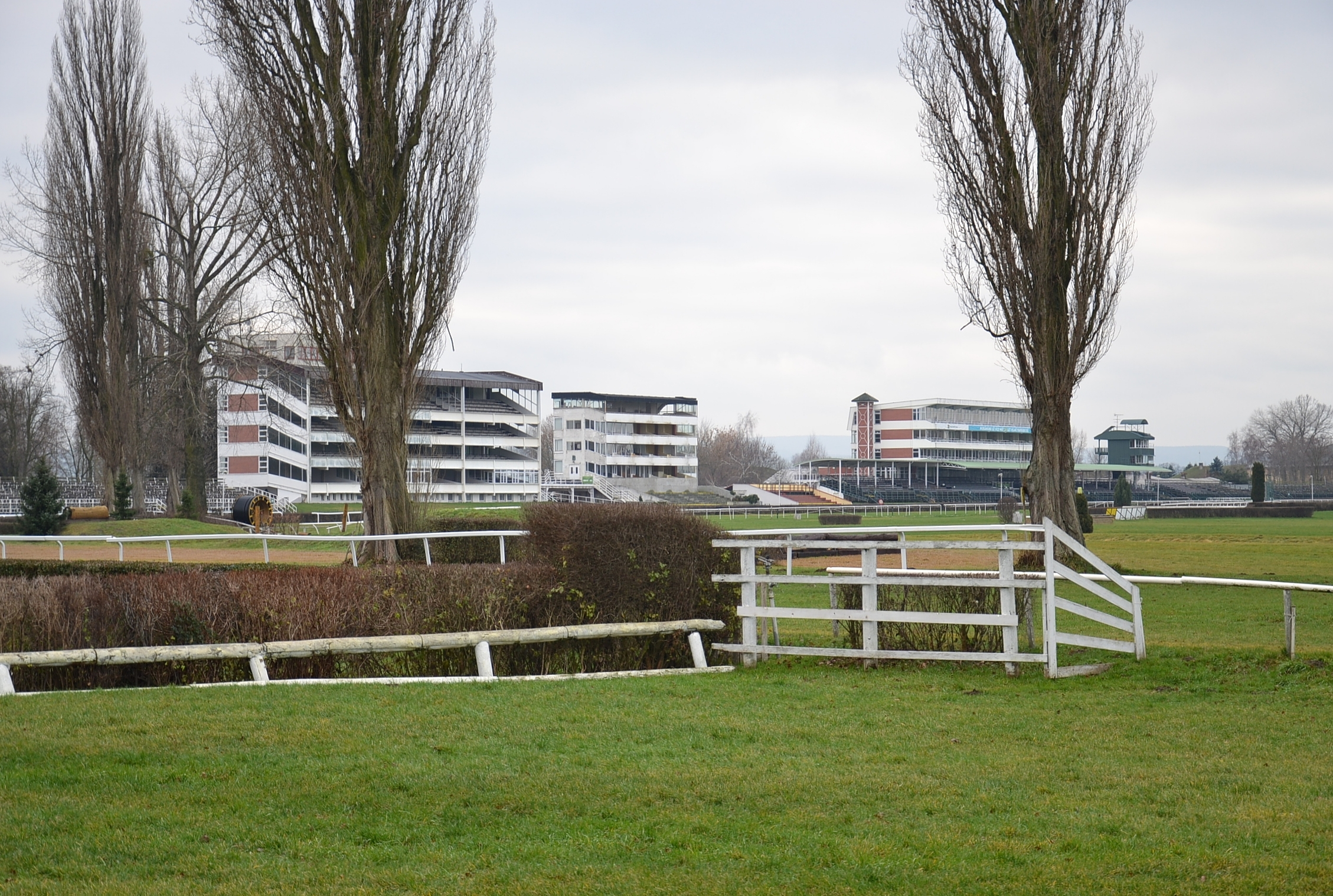
Hindernis auf der Rennbahn (2013)

Am 5. November 1874 wurde der Parcours zum ersten Rennen freigegeben. An den Start gingen 14 Pferde, von denen sechs das Ziel erreichten. Erster Champion war der Engländer Sayers auf Phantom, er erhielt damals 8000 Gulden für den Sieg. 1937 gewann Lata Gräfin von Brandis auf der Kinsky-Stute Norma als erste und bisher einzige Frau das Rennen.
Als mörderisch gilt der Taxis-Graben, ein Wassergraben von ursprünglich 5,10 m Breite, der sich hinter einer Hecke von jeweils 1,40 m Höhe und Breite befand. Schon bei der Errichtung dieses Hindernisses wurde von verschiedener Seite seine Beseitigung gefordert, einer seiner stärksten Befürworter war der Fürst von Thurn und Taxis, dessen Namen das Hindernis erhielt. Andere unrühmlichere Bezeichnungen dafür sind das Blutbad, der Pferdeschlachthof oder das Todeshindernis. Im Jahre 1927 starb am Taxis-Graben das erste Pferd nach einem Sturz durch Genickbruch. In den Jahren 1974, 1979 und 1989 erfolgten weitere tödliche Stürze. Inzwischen wurde der Taxis-Graben teilweise verfüllt.
Seit 1990 wurde das Rennen wegen seiner Härte massiv von Tierschützern kritisiert. In den 114 Rennen bis zum Jahre 2005 starben über 50 Pferde oder mussten eingeschläfert werden. Die Proteste, bei denen sich auch Brigitte Bardot engagierte, richteten sich insbesondere gegen den Taxis-Graben. In der Folgezeit kam es während des Rennens verstärkt zu Ausschreitungen militanter Tierschützer, denen nunmehr der Zugang zum Gelände verwehrt wird.
Ein besonderes Kuriosum stellt das Steeplechase von 1909 dar, das keinen Gewinner hatte. Von den lediglich drei gestarteten Pferden gelangte keines ins Ziel.
Für das 117. Steeplechase im Herbst 2007 betrug die Gesamt-Siegprämie 4.450.000 Tschechische Kronen (etwa 170.000 Euro). Die Prämie für die Siegerstute Sixteen, geritten von Dusan Andres, waren dabei 2.250.000 Tschechische Kronen.

## Sieger
| Jahr      | Pferd              | Jockey                                        |
| --------- | ------------------ | --------------------------------------------- |
| 2024      | Godfrey            | Jan Faltejsek                                 |
| 2024      | Sexy Lord          | Jaroslav Myška                                |
| 2023      | Sacamiro           | Jan Faltejsek                                 |
| 2022      | Mr Spex            | Lukáš Matuský                                 |
| 2021      | Talent             | Pavel Složil jr.                              |
| 2020      | Hegnus             | Lukáš Matuský                                 |
| 2019      | Theophilos         | Josef Bartoš                                  |
| 2018      | Tzigane du Berlais | Jan Faltejsek                                 |
| 2017      | No Time To Lose    | Jan Kratochvíl                                |
| 2016      | Charme Look        | Jan Faltejsek                                 |
| 2015      | Ribelino           | Pavel Kašný                                   |
| 2014      | Orphee des Blins   | Jan Faltejsek                                 |
| 2013      | Orphee des Blins   | Jan Faltejsek                                 |
| 2012      | Orphee des Blins   | Jan Faltejsek                                 |
| 2011      | Tiumen             | Josef Váňa                                    |
| 2010      | Tiumen             | Josef Váňa                                    |
| 2009      | Tiumen             | Josef Váňa                                    |
| 2008      | Sixteen            | Josef Bartoš                                  |
| 2007      | Sixteen            | Dušan Andrés                                  |
| 2006      | Decent Fellow      | Josef Bartoš                                  |
| 2005      | Maskul             | Dirk Fuhrmann                                 |
| 2004      | Registana          | Peter Gehm                                    |
| 2003      | Registana          | Peter Gehm                                    |
| 2002      | Maskul             | Peter Gehm                                    |
| 2001      | Chalco             | Peter Gehm                                    |
| 2000      | Peruán             | Zdeněk Matysík                                |
| 1999      | Peruán             | Zdeněk Matysík                                |
| 1998      | Peruán             | Zdeněk Matysík                                |
| 1997      | Vronsky            | Josef Váňa                                    |
| 1996      | Cipísek            | Vladislav Snitkovskij                         |
| 1995      | It’s a snip        | Charles Mann                                  |
| 1994      | Erudit             | Vladislav Snitkovskij                         |
| 1993      | Rigoletto          | Libor Štencl                                  |
| 1992      | Quirinus           | Jaroslav Brečka                               |
| 1991      | Železník           | Josef Váňa                                    |
| 1990      | Libentína          | Karel Zajko                                   |
| 1989      | Železník           | Josef Váňa                                    |
| 1988      | Železník           | Josef Váňa                                    |
| 1987      | Železník           | Josef Váňa                                    |
| 1986      | Valencio           | Karel Zajko                                   |
| 1985      | Festival           | P. Vozáb                                      |
| 1984      | Erot               | N. Chludějev                                  |
| 1983      | Sagar              | Pavel Liebich                                 |
| 1982      | Sagar              | Pavel Liebich                                 |
| 1981      | Sagar              | Pavel Liebich                                 |
| 1980      | Simon              | V. Knápek                                     |
| 1979      | Legenda            | J. Chaloupka                                  |
| 1978      | Lancaster          | J. Kasal                                      |
| 1977      | Václav             | Václav Chaloupka                              |
| 1976      | Limit              | F. Zobal                                      |
| 1975      | Mor                | K. Benš                                       |
| 1974      | Mor                | K. Benš                                       |
| 1973      | Stephen’s Society  | Ch. Collins                                   |
| 1972      | Korok              | Václav Chaloupka                              |
| 1971      | Korok              | Václav Chaloupka                              |
| 1970      | Vezna II           | N. G. Milev                                   |
| 1969      | Korok              | Václav Chaloupka                              |
| 1968      | nicht ausgetragen  |                                               |
| 1967      | Dresděn            | A.N. Sokolov                                  |
| 1966      | Nestor             | T. Kňazík                                     |
| 1965      | Mocná              | F. Vítek                                      |
| 1964      | Priboj             | V. Z. Gorelkin                                |
| 1963      | Koran              | F. Vítek                                      |
| 1962      | Gaboj              | R. P. Makarov                                 |
| 1961      | Grifel             | I. L. Avdějev                                 |
| 1960      | Grifel             | I. L. Avdějev                                 |
| 1959      | Epigraf            | V. P. Prachov                                 |
| 1958      | Epigraf            | V. P. Prachov                                 |
| 1957      | Epigraf            | V. N. Fedin                                   |
| 1956      | Letec              | J. Vavroušek                                  |
| 1955      | Furioso XIV        | J. Čajda                                      |
| 1954      | Unkas              | L. Raimond                                    |
| 1953      | Junák              | Ferdinand Palyza                              |
| 1952      | Vítěz              | M. Svoboda                                    |
| 1951      | Salvátor           | V. Hejmovský                                  |
| 1950      | Var                | J. Jungman                                    |
| 1949      | Učeň               | O. Dostál                                     |
| 1948      | Var                | M. Kotek                                      |
| 1947      | Rayon De           | Maurice Buret                                 |
| 1946      | Titan              | M. Svoboda                                    |
| 1938–1945 | nicht ausgetragen  |                                               |
| 1937      | Norma              | Lata von Brandis                              |
| 1936      | Herold             | Oskar Lengnik                                 |
| 1935      | Herold             | Oskar Lengnik                                 |
| 1934      | Wahne              | Heinrich Wiese                                |
| 1933      | Remus              | Reguiero Spano                                |
| 1932      | Remus              | Reguiero Spano                                |
| 1931      | Pohanka            | Lt. F. Durand                                 |
| 1930      | Gyi Lovam!         | Rudolf Popler                                 |
| 1929      | Ben Hur            | Gustav Schwandt                               |
| 1928      | Vogler             | Hans Schmidt                                  |
| 1927      | Forum              | Josef Charous                                 |
| 1926      | All Right II       | Rudolf Popler                                 |
| 1925      | Landgraf II        | Karek Holoubek                                |
| 1924      | Herero             | Eduard Stärz                                  |
| 1923      | Landgraf II        | Jan Pinter                                    |
| 1922      | Baldur             | František Gimpel                              |
| 1921      | Periwig            | Josef Syrový                                  |
| 1920      | Jonathan           | Karel Kozlík                                  |
| 1913      | Hurain             | Kpt. Wilhelm Reimer                           |
| 1913      | Dick Turpin        | Ferencz Janek                                 |
| 1912      | Hurain             | 1Lt. Wilhelm Reimer                           |
| 1912      | Jamagata           | František Bartosch                            |
| 1911      | Glenmorgan         | Jenö von Egan-Krieger                         |
| 1910      | Paul Heston        | Max Seiffert                                  |
| 1909      | keine Starter      |                                               |
| 1908      | nicht ausgetragen  |                                               |
| 1907      | Kourgan            | Josef Birghan                                 |
| 1906      | Tigra              | Harry H. Huxtable                             |
| 1905      | Scotch Moor        | Max Seiffert                                  |
| 1904      | Dennis             | Thomas H. Buckenham                           |
| 1903      | Jour Fix           | Ulrich Rosák                                  |
| 1902      | Jour Fix           | Ulrich Rosák                                  |
| 1901      | Chorazy            | Frederick E. Slinn                            |
| 1900      | Magyarád           | Thomas H. Buckenham                           |
| 1899      | Slava              | Thomas H. Buckenham                           |
| 1898      | Handy Andy         | Robert Jekyll                                 |
| 1897      | Magyarád           | Edward Geoghegan                              |
| 1896      | Lady Anne          | Edward Geoghegan                              |
| 1895      | Galamb II          | Arthur Hall                                   |
| 1894      | Lady Anne          | Edward Geoghegan                              |
| 1893      | Hadnagy            | George Williamson                             |
| 1892      | Alphabet           | John Westlake                                 |
| 1891      | Lady Anne          | Richard Harry Fletcher                        |
| 1890      | Alphabet           | George Williamson                             |
| 1889      | Parisis            | Richard Harry Fletcher                        |
| 1888      | Et Caetera         | Max Phillips                                  |
| 1887      | Woodman            | Hector Baltazzi                               |
| 1886      | Hanno              | Richard Harry Fletcher                        |
| 1885      | Abracadabra        | Hansi Fries                                   |
| 1884      | Jessica            | William H. Moore                              |
| 1883      | Victoria           | Hector Baltazzi                               |
| 1882      | Per Dampf          | Thomas Harraway                               |
| 1881      | Victoria           | Hector Baltazzi                               |
| 1880      | Good Morning       | Max Phillips                                  |
| 1879      | Rudi               | I. Hanreich                                   |
| 1878      | Brigand            | Fritz Reichsgraf Wolff-Metternich zur Grachth |
| 1877      | Brigand            | Fritz Reichsgraf Wolff-Metternich zur Grachth |
| 1876      | nicht ausgetragen  |                                               |
| 1875      | Brigand            | George Herbert                                |
| 1874      | Fantome            | George Sayers                                 |